# Poisson-chat électrique du Nil
Malapterurus electricus
Espèce
Statut de conservation UICN

 LC  : Préoccupation mineure
Le poisson-chat électrique du Nil (Malapterurus electricus) est une espèce de poissons-chats électriques présent dans le bassin du Nil et dans le lac Tchad. Il est présent dans les rivières d'Afrique Centrale, notamment en république Centrafricaine où il porte en sango le nom de gbigbi, et au Cameroun où l'on retrouve le même nom en langue baka.
Il est connu depuis les Égyptiens qui l'ont représenté sur certains bas-reliefs.

## Description
Taille jusqu'à 122 cm pour un poids de 20 kg. Corps allongé et cylindrique de couleur brun-gris avec de petites taches foncées sur le dos et les côtés. Le ventre est de couleur crème. Malapterurus electricus, comme les autres membres de la famille des Malapteruridae, possède un organe électrique. Celui-ci résulte d'une modification des muscles pectoraux (Johnels, 1957) qui encerclent le poisson sur pratiquement toute la longueur du corps. Cet organe est capable de provoquer une décharge jusqu'à 350 V (pour un poisson de 50 cm, Keynes, 1957), mais n'est pas connue pour être mortelle pour l'homme.

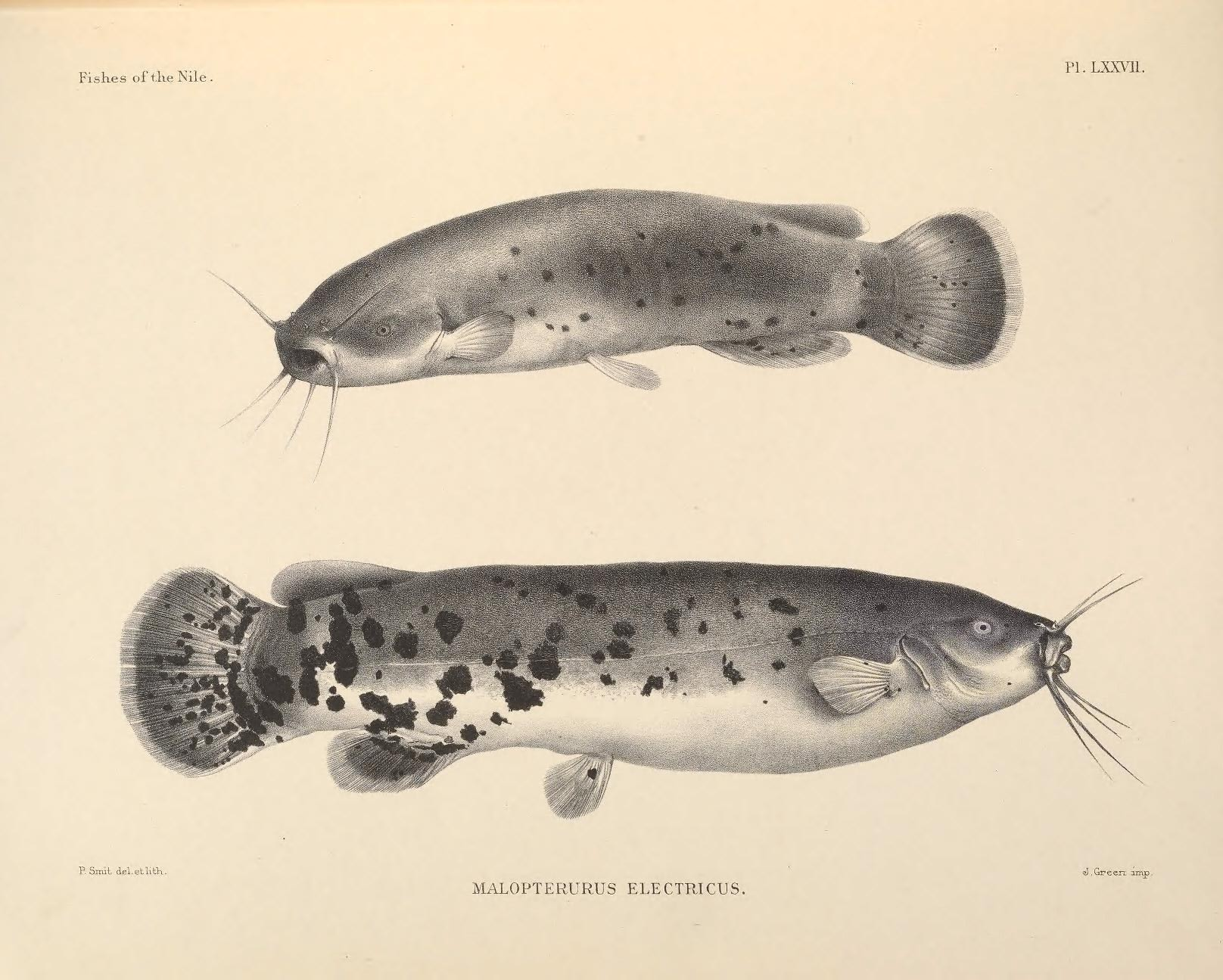
Dessin naturaliste de Malapterurus electricus (1907).

De fait, Malapterurus electricus, dont les yeux sont très petits, utiliserait cet organe pour se déplacer et pour repérer ses proies. Il est capable pour cela d'envoyer des salves d'impulsions variant (en fréquence, nombre et durée) selon les situations. C'est ainsi qu'en 1995 Moller a dénombré cinq types de salves différentes :
- prédation et alimentation ;
- défense, attaque et protection ;
- défense, chasse et exploration ;
- détection des proies ;
- relations intraspécifiques.

## Galerie

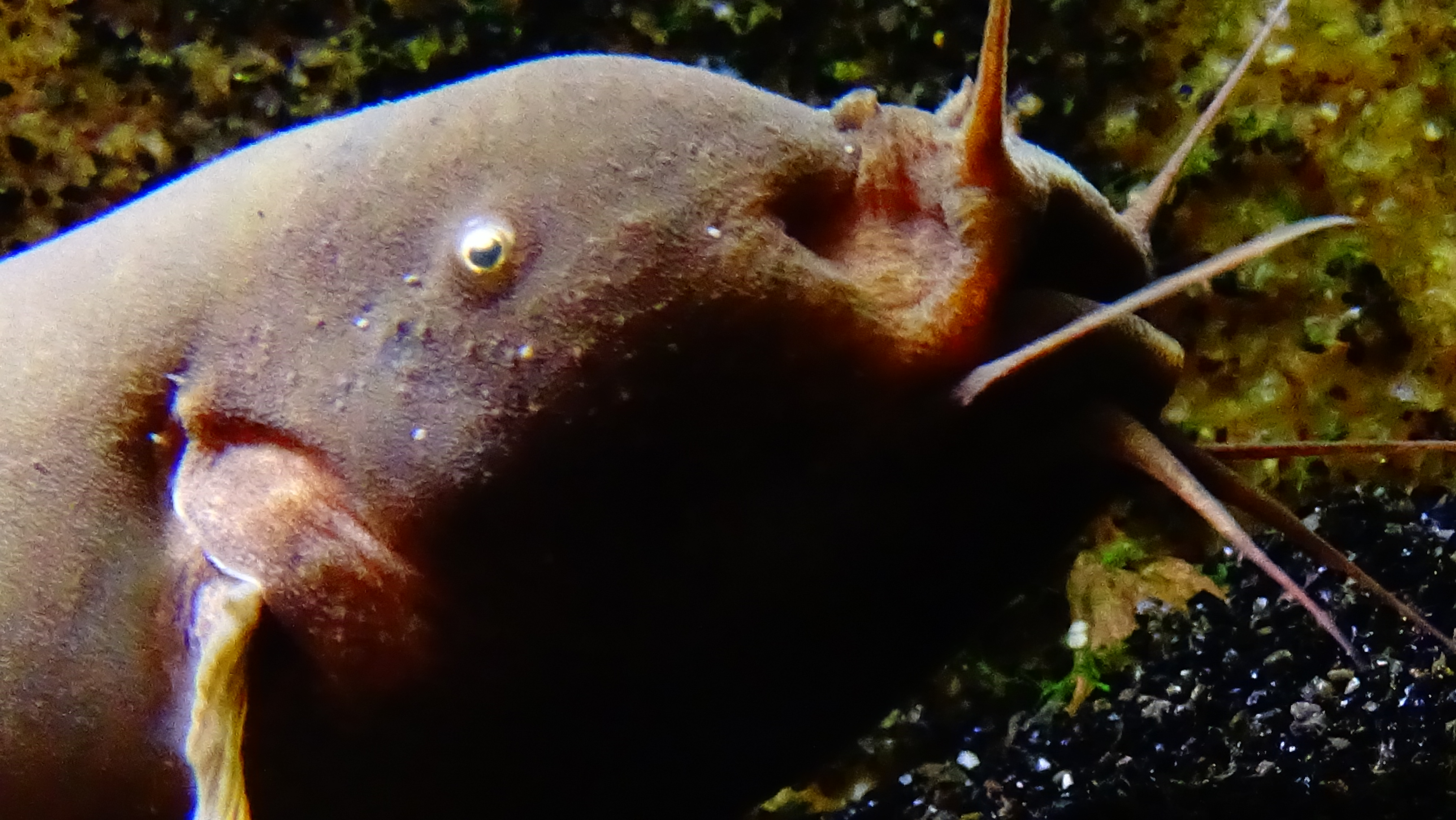
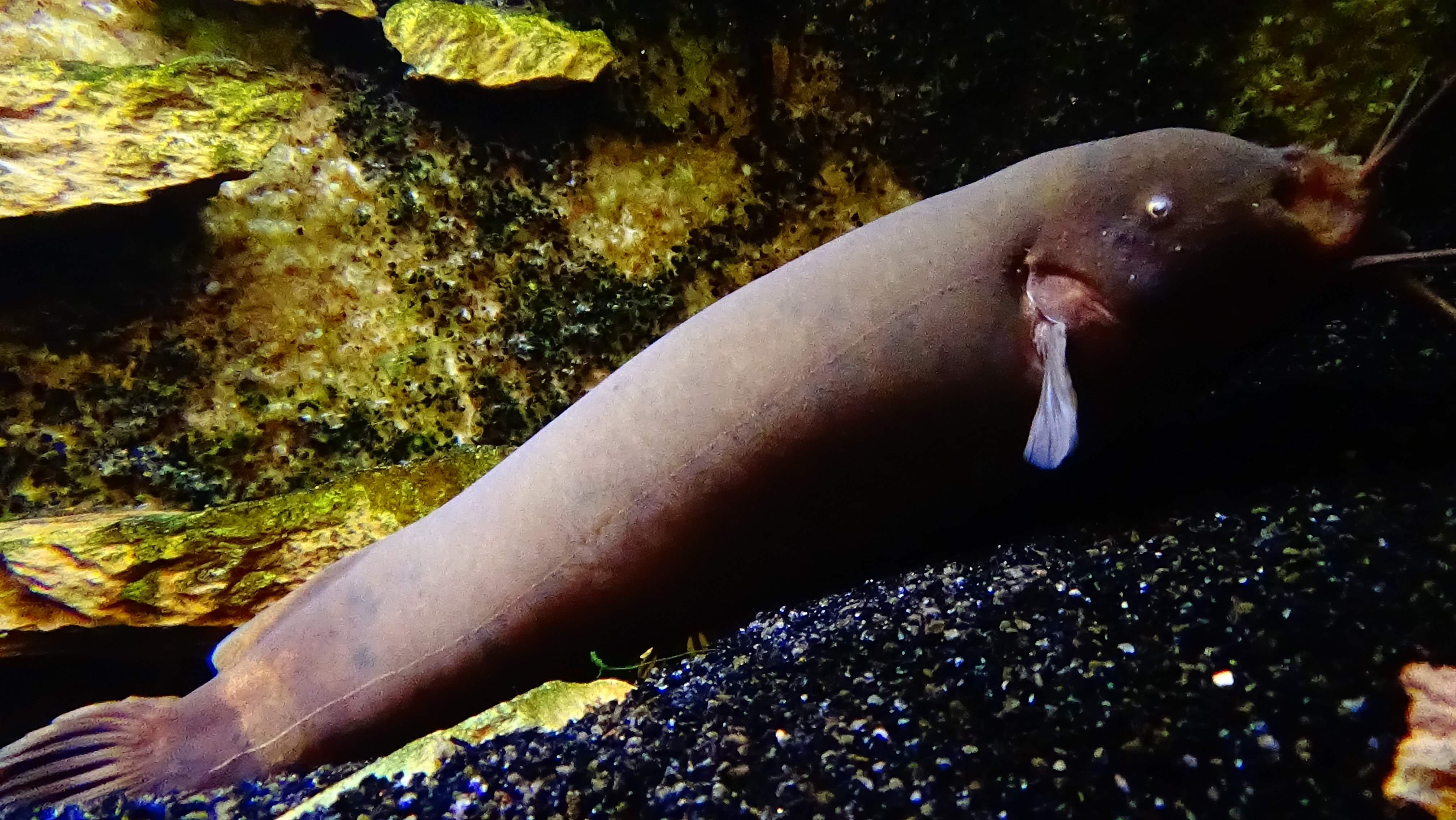
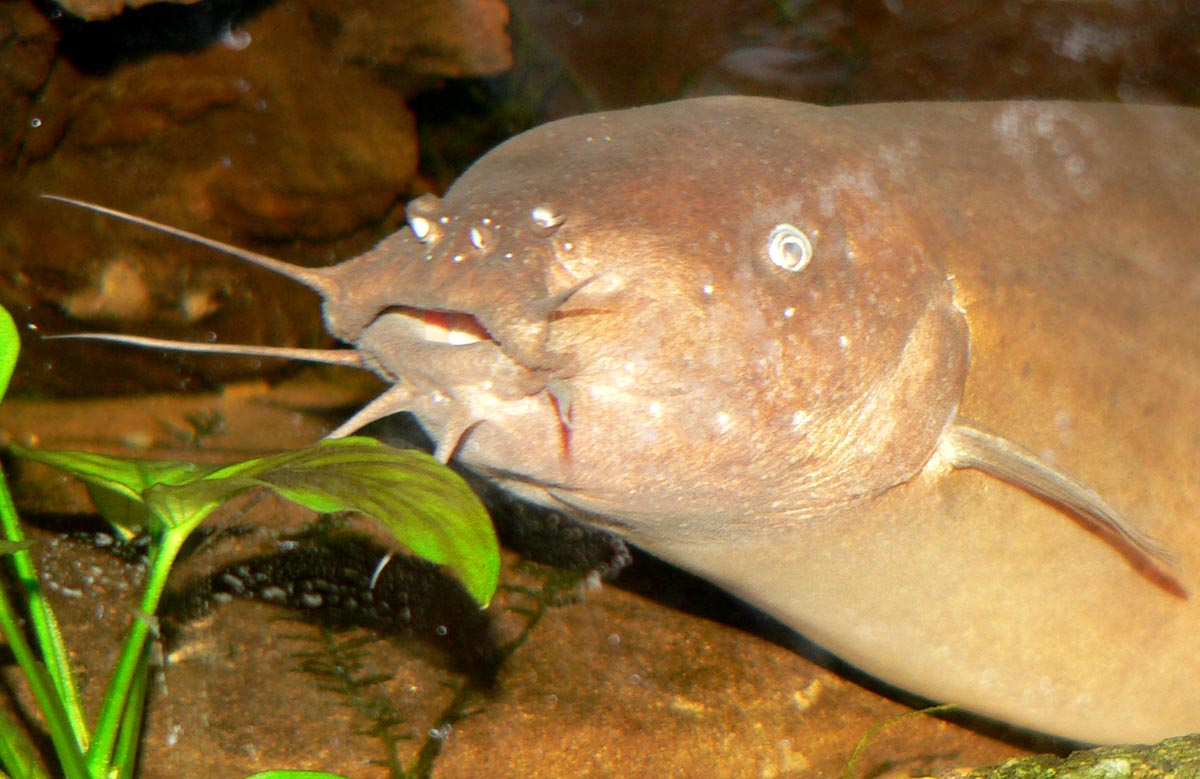